# Scenopinus mendumae
Scenopinus mendumae är en tvåvingeart som beskrevs av Kelsey 1971. Scenopinus mendumae ingår i släktet Scenopinus och familjen fönsterflugor. Inga underarter finns listade i Catalogue of Life.